# Hoholiv, Radehiv
Hoholiv (în ucraineană Гоголів) este un sat în comuna Korciîn din raionul Radehiv, regiunea Liov, Ucraina.

## Demografie
Componența lingvistică a localității Hoholiv
     Ucraineană (99,39%)
     Alte limbi (0,61%)
Conform recensământului din 2001, majoritatea populației localității Hoholiv era vorbitoare de ucraineană (99,39%), existând în minoritate și vorbitori de alte limbi.